# São Pedro de Rio Seco
São Pedro de Rio Seco es una freguesia (parroquia)  portuguesa del municipio de Almeida, con 23,52 km² de superficie y 202 habitantes (2001). Densidad: 8,6 hab/km. Limita al este con los municipios españoles de Alameda del Gardón y Aldea del Obispo, al norte con Almeida y Vale la Mula, al oeste con Naves y al sur con Vilar Formoso.

## Historia
Los asentamientos primitivos de esta parroquia son muy antiguos y se localizaban junto a la ribera de río Seco, habiéndose encontrado numerosos restos arqueológicos. Ya se la menciona en el año 1222 en la conocida como "carta de asentamiento de la granda de río Seco" dada por el rey Sancho II. En los fueros de Castelo Bom del siglo XIII, ya se menciona a esta población. Por el tratado de Alcañices (1279) pasa a depender del reino de Portugal. Hasta 1834, juntamente con Naves, Vilar Formoso y Freineda, dependían del municipio de Castelo Bom.
Su iglesia matriz, dedicada a San Pedro, es barroca del siglo XVIII, constando de tres naves, cinco altares, bellas imágenes religiosas, se encuentra muy bien cuidada, siendo su portada de estilo manuelino.
En el territorio de esta freguesia (parroquia) hay interesantes lugares arqueológicos: lagares romanos y tumbas antropomorfas.

## Demografía
| Población de la freguesia de São Pedro de Rio Seco (2011) | Población de la freguesia de São Pedro de Rio Seco (2011) | Población de la freguesia de São Pedro de Rio Seco (2011) | Población de la freguesia de São Pedro de Rio Seco (2011) | Población de la freguesia de São Pedro de Rio Seco (2011) | Población de la freguesia de São Pedro de Rio Seco (2011) | Población de la freguesia de São Pedro de Rio Seco (2011) | Población de la freguesia de São Pedro de Rio Seco (2011) | Población de la freguesia de São Pedro de Rio Seco (2011) | Población de la freguesia de São Pedro de Rio Seco (2011) | Población de la freguesia de São Pedro de Rio Seco (2011) | Población de la freguesia de São Pedro de Rio Seco (2011) | Población de la freguesia de São Pedro de Rio Seco (2011) | Población de la freguesia de São Pedro de Rio Seco (2011) | Población de la freguesia de São Pedro de Rio Seco (2011) |
| --------------------------------------------------------- | --------------------------------------------------------- | --------------------------------------------------------- | --------------------------------------------------------- | --------------------------------------------------------- | --------------------------------------------------------- | --------------------------------------------------------- | --------------------------------------------------------- | --------------------------------------------------------- | --------------------------------------------------------- | --------------------------------------------------------- | --------------------------------------------------------- | --------------------------------------------------------- | --------------------------------------------------------- | --------------------------------------------------------- |
| 1864                                                      | 1878                                                      | 1890                                                      | 1900                                                      | 1911                                                      | 1920                                                      | 1930                                                      | 1940                                                      | 1950                                                      | 1960                                                      | 1970                                                      | 1981                                                      | 1991                                                      | 2001                                                      | 2011                                                      |
| 480                                                       | 572                                                       | 613                                                       | 634                                                       | 755                                                       | 626                                                       | 618                                                       | 669                                                       | 654                                                       | 465                                                       | 313                                                       | 299                                                       | 284                                                       | 202                                                       | 181                                                       |

## Personalidades
- Eduardo Lourenço, escritor y filósofo